# ゴルゴタの丘 (アルバム)
『ゴルゴタの丘』（原題：Golgotha）は、アメリカ合衆国のヘヴィメタル・バンド、W.A.S.P.が2015年に発表した15作目のスタジオ・アルバム。6年ぶりの新作に当たり、バンドが新たに契約を得たオーストリアのレーベル「ナパーム・レコード」から発売された。

## 背景
ブラッキー・ローレスによれば、2011年春の時点で『Babylon』（2009年）に続くアルバムの制作に着手していたが、2012年にはバンドの結成30周年ツアーが開始され、翌年5月にはローレスが足を骨折したことから制作が延期された。収録曲「ラスト・ランナウェイ」は、10代の頃にハリウッドへ移住したローレスの自伝的な曲で、「ミス・ユー」はアルバム『クリムゾン・アイドル』（1992年）の頃に作られたが、未発表となっていた曲である。
9年にわたりW.A.S.P.を支えてきたドラマーのマイク・デュプキーは、本作のレコーディングには参加したが、リリース前にバンドを脱退した。

## 反響・評価
バンドの母国アメリカでは、『ヘッドレス・チルドレン』（1989年）以来26年ぶりに総合アルバム・チャートのBillboard 200入りを果たし、最高93位を記録した。また、『ビルボード』のハード・ロック・アルバム・チャートでは5位、インディペンデント・アルバム・チャートでは9位、ロック・アルバム・チャートでは13位に達した。全英アルバムチャートでは50位に達し、『KILL FUCK DIE』（1997年）以来18年ぶりの全米トップ100アルバムとなった。
Ray  Van Horn Jr.はBlabbermouth.netのレビューで10点満点中8.5点を付け「構造的には以前のW.A.S.P.のアルバムと変わりないが、バンドの近作よりも遙かに引き締まっており、成熟して、新たな魅力もある」と評している。また、小澤明久は『YOUNG GUITAR』誌のレビューで「前半はカラッと元気な、それでいて毒素も持ち合わせたアメリカン・ハード・ロック、後半は楽曲構成が複雑になって大いにシリアス味を帯び、名作『THE CRIMSON IDOL』（'92年）にも通じる雰囲気を醸している」と評している。

## 収録曲
全曲ともブラッキー・ローレス作。
1. スクリーム - Scream - 4:56
2. ラスト・ランナウェイ - Last Runaway - 5:20
3. ショットガン - Shotgun - 6:07
4. ミス・ユー - Miss You - 7:41
5. フォーレン・アンダー - Fallen Under - 4:56
6. スレイヴズ・オブ・ザ・ニュー・ワールド・オーダー - Slaves of the New World Order - 7:44
7. アイズ・オブ・マイ・メイカー - Eyes of My Maker - 5:01
8. ヒーロー・オブ・ザ・ワールド - Hero of the World - 4:51
9. ゴルゴタの丘 - Golgotha - 7:39

### 日本盤ボーナス・トラック
1. ショットガン（オルタネイティヴ・ヴァージョン） - Shotgun (Alternative Version) - 5:02

## 参加ミュージシャン
- ブラッキー・ローレス - リード・ボーカル、ギター、キーボード
- ダグ・ブレアー - リードギター、ボーカル
- マイク・デューダ - ベース、ボーカル
- マイク・デュプキー - ドラムス